# Mar das Laquedivas

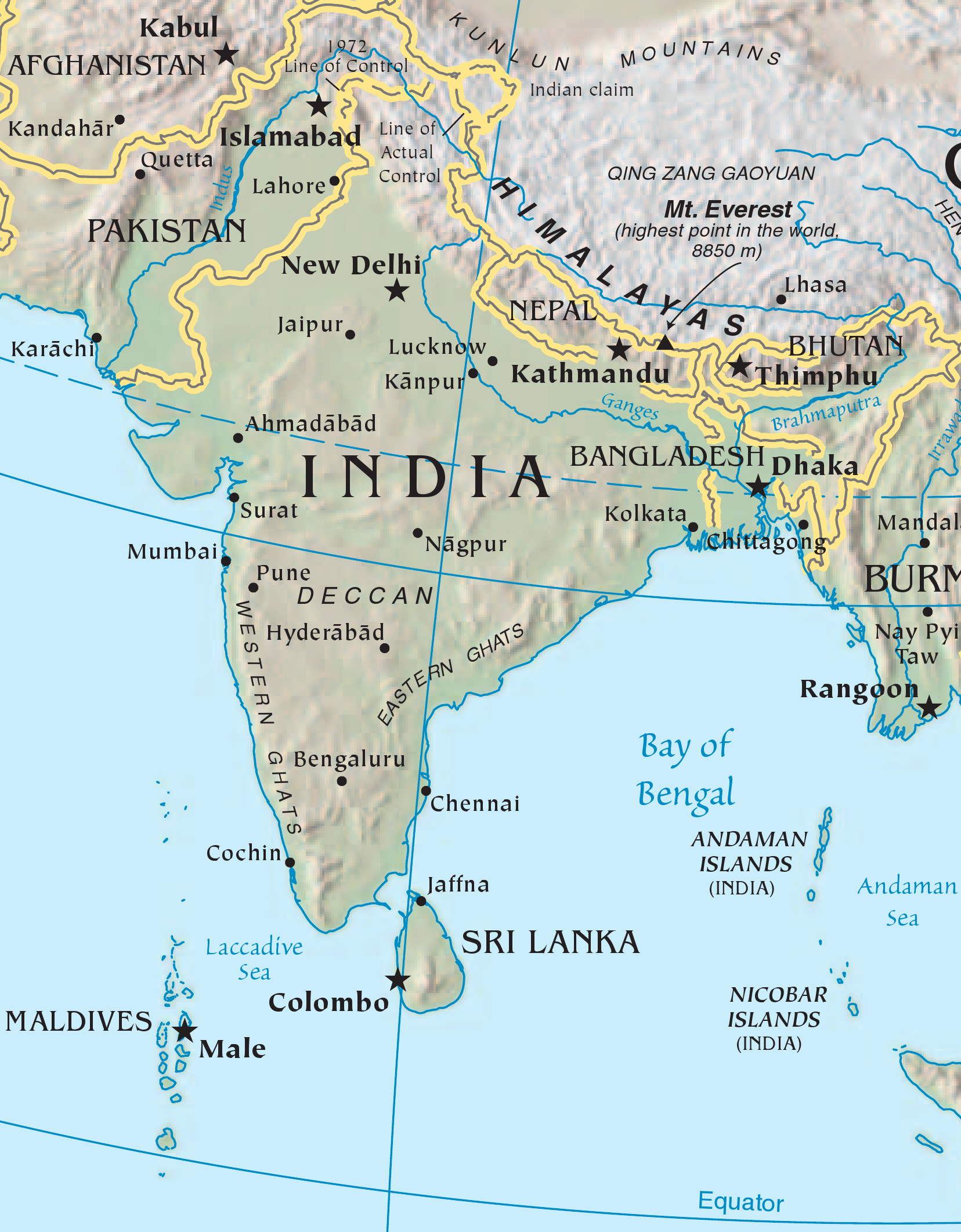
O mar das Laquedivas fica a sudoeste do subcontinente indiano.

O mar das Laquedivas fica ao largo da costa sudoeste da Índia, a norte de uma linha que se estende do extremo sul do Sri Lanka até ao ponto mais meridional das Maldivas, e a leste das Maldivas até às ilhas Laquedivas, território da Índia.

## Geografia
O mar possui uma correnteza de águas quentes e uma temperatura estável durante o ano sendo rico em vida marinha, o Golfo de Mannar  hospeda cerca de 3.600 espécies. As cidades de Kochi, Alappuzha, Kollam, Thiruvananthapuram, Colombo e Malé são as principais na questão populacional e econômica que fazem parte da costa do mar das Laquedivas.